# Prix Raoul Ballière
Prix Raoul Ballière är ett montélopp för treåriga hingstar och ston som äger rum i september på Hippodrome de Vincennes i Paris i Frankrike. Det är ett Grupp 2-lopp, man måste minst ha sprungit in 12 000 euro för att få starta. Den samlade prissumman 120 000 euro, varav 54 000 euro i förstapris.

## Vinnare
| År   | Häst               | Far                | Kusk                     | Tränare                     | Distans | Tid/km |
| ---- | ------------------ | ------------------ | ------------------------ | --------------------------- | ------- | ------ |
| 2024 | Lucky Jackson      | Ready Cash         | Alexandre Abrivard       | Nicolas Bazire              | 2 175 m | 1'11"8 |
| 2023 | Kapaula de l'Épine | Discours Joyeux    | Éric Raffin              | Jeremy Gaston Van Eeckhaute | 2 175 m | 1'12"5 |
| 2022 | Joyner Sport       | Dollar Macker      | Alexandre Abrivard       | Philippe Allaire            | 2 175 m | 1'12"3 |
| 2021 | Ici C'est Paris    | Dollar Macker      | David Thomain            | Philippe Allaire            | 2 175 m | 1'12"4 |
| 2020 | Hope on Victory    | Booster Winner     | Matthieu Abrivard        | Jean-Philippe Monclin       | 2 175 m | 1'12"3 |
| 2019 | Gangster du Wallon | Let's Go Along     | Benjamin Rochard         | Damien Lecroq               | 2 175 m | 1'13"4 |
| 2018 | Feeling Cash       | Ready Cash         | Yoann Lebourgeois        | Philippe Allaire            | 2 175 m | 1'12"9 |
| 2017 | Évidence Roc       | Paris Haufor       | Émilie Le Beller         | Émilie Le Beller            | 2 175 m | 1'13"5 |
| 2016 | Dragon du Fresne   | Saphir Castelets   | Alexandre Abrivard       | Laurent-Claude Abrivard     | 2 175 m | 1'13"9 |
| 2015 | Câline des Plages  | Scipion du Goutier | Franck Nivard            | Franck Leblanc              | 2 175 m | 1'13"8 |
| 2014 | Booster Winner     | Love You           | Éric Raffin              | Sébastien Guarato           | 2 175 m | 1'13"5 |
| 2013 | Asana Trembladaise | Kuadro Wild        | Anthony Dollion          | Anthony Dollion             | 2 175 m | 1'14"6 |
| 2012 | Vipsie Griff       | Gros Grain         | Éric Raffin              | Sébastien Guarato           | 2 175 m | 1'13"5 |
| 2011 | Un Gergaud         | Quadrophenio       | David Thomain            | Daniel Bethouart            | 2 175 m | 1'14"1 |
| 2010 | Tonkin de Bellouet | Joyau d'Amour      | Matthieu Abrivard        | Fabrice Souloy              | 2 175 m | 1'14"7 |
| 2009 | Surabaya Jiel      | Goetmals Wood      | Nathalie Henry           | Jean-Luc Dersoir            | 2 175 m | 1'13"1 |
| 2008 | Rockeuse du Rib    | Elvis de Rossignol | Jean-Loïc-Claude Dersoir | Joël Hallais                | 2 175 m | 1'14"1 |
| 2007 | Quelle Folle       | Achille            | Franck Nivard            | Jean-Michel Baudouin        | 2 175 m | 1'13"6 |
| 2006 | Princess Foot      | Arnaqueur          | Thibault Viet            | Patrick Hawas               | 2 850 m | 1'18"  |
| 2005 | One and Only       | Gros Grain         | Philippe Masschaele      | Éric Huysentruyt            | 2 850 m | 1'16"9 |
| 2004 | Ninon de Bailly    | Carnac             | Laurent-Claude Abrivard  | Luc Bourgoin                | 2 850 m | 1'19"1 |
| 2003 | Mon Jeu Diam       | Big Prestige       | Matthieu Abrivard        | Patrick Thibout             | 2 700 m | 1'19"5 |
| 2002 | Lune du Dollar     | Elio Josselyn      | Gilles Delacour          | Xavier Guibout              | 2 700 m | 1'19"7 |
| 2001 | Kitcho d'Écajeul   | Sancho Pança       | Michel Lenoir            | Jean-Luc Janvier            | 2 700 m | 1'19"3 |
| 2000 | Jonquille du Rib   | Tout Bon           | Jean-Loïc-Claude Dersoir | Joël Hallais                | 2 700 m | 1'19"6 |
| 1999 | Ibis Blue          | And Arifant        | Yves Dreux               | Jan Kruithof                | 2 700 m | 1'19"4 |
| 1998 | Holly du Locton    | Viking's Way       | Jean-Paul Piton          | Philippe Allaire            | 2 700 m | 1'18"0 |
| 1997 | Gai Brillant       | Podosis            | Jean-Philippe Mary       | Philippe Allaire            | 2 725 m | 1'17"4 |
| 1996 | Fanion du Coq      | Rokardo            | Philippe Gillot          | Philippe Gillot             | 2 700 m | 1'19"7 |
| 1995 | Éclair de Vandel   | Sancho Pança       | Jean-Loïc-Claude Dersoir | Joël Hallais                | 2 700 m | 1'21"5 |
| 1994 | Dresden            | Tarass Boulba      | Jean-Philippe Mary       | Jean-Étienne Dubois         | 2 700 m | 1'25"0 |
| 1993 | Careen River       | Minou du Donjon    | Jean-Philippe Mary       | Philippe Allaire            | 2 700 m | 1'22"3 |
| 1992 | Boadicée de Béval  | Minou du Donjon    | Yves Dreux               | Ali Hawas                   | 2 650 m | 1'20"1 |
| 1991 | A Novo             | Indien Rapide      | Pascal-André Geslin      | Antoine-Paul Bezier         | 2 650 m | 1'20"7 |
| 1990 | Viking de Crépon   | Tony M             | Pascal-André Geslin      | Laurent Leduc               | 2 650 m | 1'21"5 |
| 1989 | Ursulo de Crouay   | Mivus              | Philippe Gillot          | Joël Hallais                | 2 675 m | 1'21"0 |
| 1988 | Traveller          | Jacques des Blaves | Alain Laurent            | Michel Govignon             | 2 650 m | 1'21"9 |
| 1987 | Speed Clayettois   | Joachim            | Yves Dreux               | Ali Hawas                   | 2 675 m | 1'21"5 |
| 1986 | Ramage             | Firstly            | Alain Sionneau           | Guy-Maurice Dreux           | 2 650 m | 1'23"9 |
| 1985 | Quel Soro          | Ignifuge           | Alain Laurent            | Pierre Arson                | 2 650 m | 1'21"8 |
| 1984 | Podosis            | Florestan          | Patrick Chéradame        | Roger Ledoyen               | 2 650 m | 1'19"7 |
| 1983 | Orfeu Negro        | Valmont            | Bernard Oger             | Léopold Verroken            | 2 250 m | 1'20"2 |
| 1982 | Nestoriac          | Derjacques         | Yves Dreux               | Ali Hawas                   | 2 725 m | 1'18"9 |
| 1981 | Mesta              | Ura                | Alain Laurent            | Stig Engberg                | 2 250 m |        |
| 1980 | La Belle Mika      | Calino             | Jean-Pierre Thomain      | Denis Warin                 | 2 250 m | 1'21"2 |
| 1979 | Karika             | Réza Grandchamp    | Jean-Claude Hallais      | Jean-Claude Hallais         | 2 250 m | 1'21"9 |
| 1978 | Joubov             | Amiral Williams    | Michel Chauvin           | Léopold Verroken            | 2 250 m | 1'22"1 |
| 1977 | Istraeki           | Paléo              | Michel-Marcel Gougeon    |                             | 2 250 m | 1'21"5 |
| 1976 | Hurgo              | Ursin L            | Jean-Claude Hallais      |                             | 2 250 m | 1'22"8 |
| 1975 | Gazon              | Quasipyl           | Gérard Mascle            |                             | 2 250 m | 1'20"2 |
| 1974 | Franc Quito        | Quito              | Gérard Mascle            |                             | 2 250 m | 1'21"9 |
| 1973 | Enclos             | Rêve d'Amour II    |                          |                             | 2 250 m |        |
| 1972 | Detapol P          | Mimoun II          | Alain Sionneau           |                             | 2 250 m | 1'22"9 |
| 1971 | Chambon P          | Kerjacques         | Alain Sionneau           |                             | 2 250 m | 1'21"2 |
| 1970 | Bellino II         | Boum III           | René Fabre               |                             | 2 250 m | 1'21"3 |